# Wahlenbergia abyssinica
Wahlenbergia abyssinica là loài thực vật có hoa trong họ Hoa chuông. Loài này được (Hochst. ex A.Rich.) Thulin miêu tả khoa học đầu tiên năm 1975.